# Середній тріас
| Система/ Період                                                       | Відділ/ Епоха      | Ярус/ Вік         | Вік (млн років) | Вік (млн років) |
| --------------------------------------------------------------------- | ------------------ | ----------------- | --------------- | --------------- |
| Юра, J                                                                | Нижня/Рання, J1    | Геттанзький, J1h  | молодше         | молодше         |
| Тріас, T                                                              | Верхній/Пізній, T3 | Ретський, T3r     | 201,3           | ~208,5          |
| Тріас, T                                                              | Верхній/Пізній, T3 | Норійський, T3n   | ~208,5          | ~227            |
| Тріас, T                                                              | Верхній/Пізній, T3 | Карнійський, T3c  | ~227            | ~237            |
| Тріас, T                                                              | Середній, T2       | Ладинський, T2l   | ~237            | ~242            |
| Тріас, T                                                              | Середній, T2       | Анізійський, T2a  | ~242            | 247,2           |
| Тріас, T                                                              | Нижній/Ранній, T1  | Оленьокський, T1o | 247,2           | 251,2           |
| Тріас, T                                                              | Нижній/Ранній, T1  | Індський, T1i     | 251,2           | 251,902         |
| Перм, P                                                               | Пізня/Верхня, P3   | Чангсінзький, P3c | древніше        | древніше        |
| Підрозділи Тріасової системи наведені згідно МКС, станом на 2018 рік. |                    |                   |                 |                 |
| п о р                                                                 |                    |                   |                 |                 |

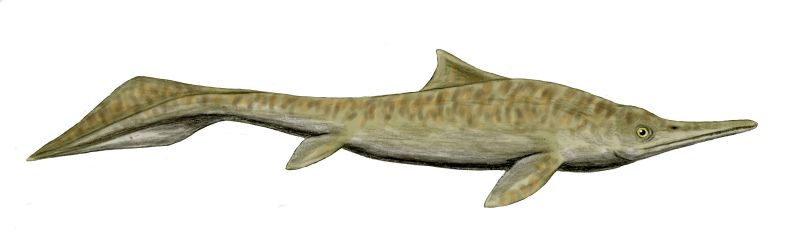
середньотріасовий іхтіозавр Mixosaurus

Середній тріас є другою з трьох епох тріасового періоду. Середній тріас охоплює період між 247.2 та 237 млн років тому. Середній тріас поділяється на анізійський і ладинський етапи.

## Фауна середнього тріасу
Після пермсько-тріасового вимирання, найбільш руйнівного з усіх масових вимирань, життя повільно відновлювалося. У середньому тріасі багато груп організмів знову досягли вищого розмаїття, наприклад морські рептилії (наприклад, іхтіозаври, завроптеригії, талатозаври), променепері риби й багато груп безхребетних, таких як молюски (амоноїди, двостулкові молюски, черевоногі).
У середньому тріасі не було квіткових рослин, натомість були папороті й мохи. Почали з'являтися маленькі динозаври, такі як ньясазавр (Nyasasaurus) та Iranosauripus.